# Erre (Nord)
Pour les articles homonymes, voir Erre.
Erre est une commune française située dans le département du Nord (59), en région Hauts-de-France.
Elle fait partie du bassin minier du Nord-Pas-de-Calais.

## Géographie

### Localisation
Elle est un bourg de l'Ostrevant située entre Douai et Valenciennes, dans le bassin minier du Nord-Pas-de-Calais.
Erre fait partie du Parc naturel régional Scarpe-Escaut
Elle se trouve dans l'aire d'attraction de Somain ainsi que dans son bassin de vie, dans l'unité urbaine de Valenciennes (partie française) et dans la zone d'emploi de Douai.

### Communes limitrophes
Les communes limitrophes sont Wandignies-Hamage, Abscon, Escaudain, Fenain et Hornaing.
| Fenain        | Wandignies-Hamage Fenain | Hornaing  |
| Fenain        | Erre                     | Hornaing  |
| Abscon Somain | Somain                   | Escaudain |

### Géologie et relief
La superficie de la commune est de 5,88 km2 ; son altitude varie de 16  à   49 mètres.

### Hydrographie

#### Réseau hydrographique

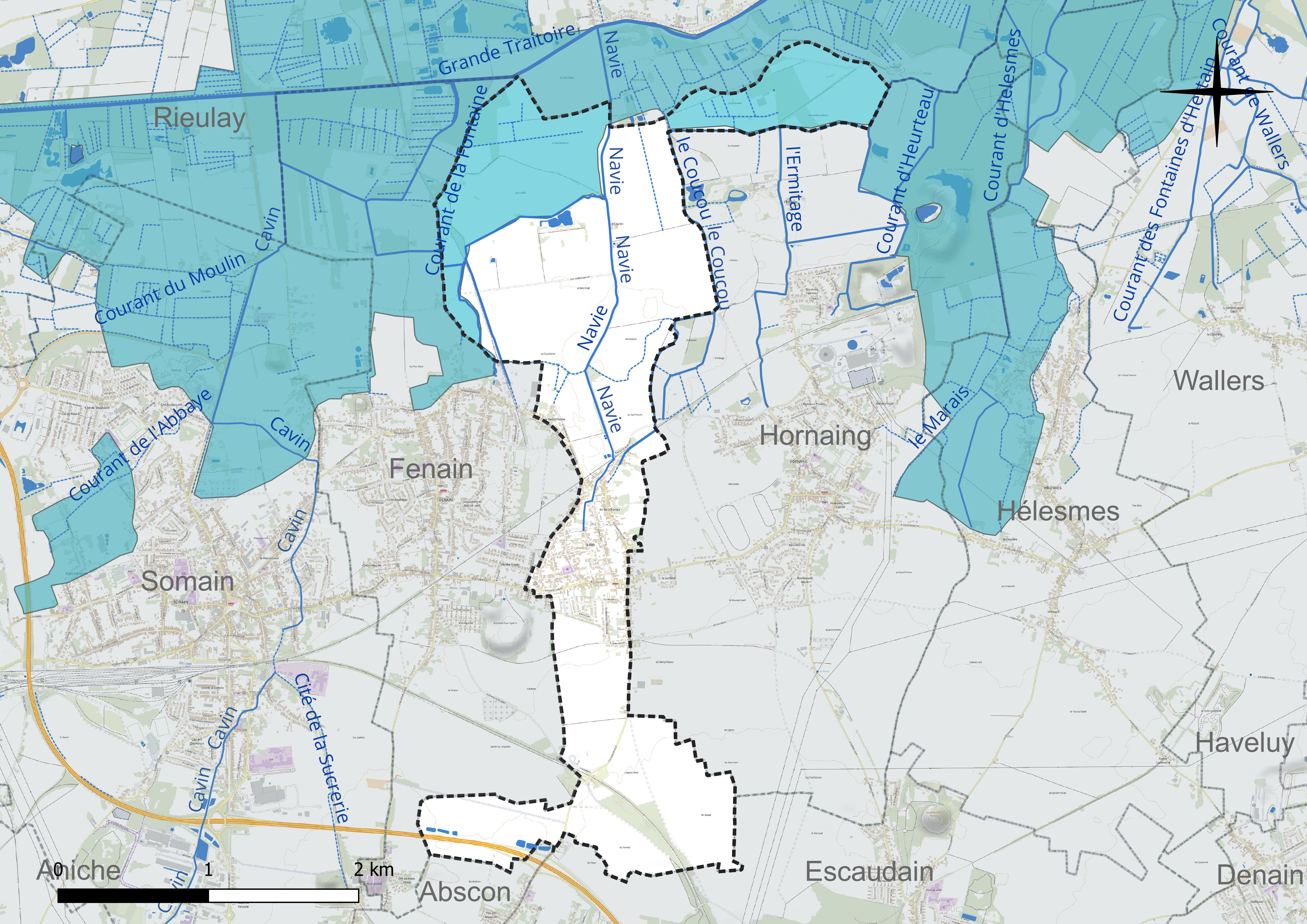
Réseau hydrographique d'Erre.

La commune est située dans le bassin Artois-Picardie.
Elle est drainée par le Courant de la Fontaine, le Coucou et divers autres petits cours d'eau,.

#### Gestion et qualité des eaux
Le territoire communal est couvert par le schéma d'aménagement et de gestion des eaux (SAGE) « Scarpe aval ». Ce document de planification concerne un territoire de 624 km2 de superficie, délimité par le bassin versant de la Scarpe aval, comprenant la Pévèle, la plaine de la Scarpe et le bassin minier avec l'Ostrevent. Le périmètre a été arrêté le 18 mars 1997 et le SAGE proprement dit a été approuvé le 12 mars 2009, puis révisé le 5 juillet 2021. La structure porteuse de l'élaboration et de la mise en œuvre est le parc naturel régional Scarpe-Escaut.
La qualité des cours d'eau peut être consultée sur un site dédié géré par les agences de l'eau et l'Agence française pour la biodiversité.

### Climat
Pour des articles plus généraux, voir Climat des Hauts-de-France et Climat du Nord.
En 2010, le climat de la commune est de type climat océanique dégradé des plaines du Centre et du Nord, selon une étude du CNRS s'appuyant sur une série de données couvrant la période 1971-2000. En 2020, Météo-France publie une typologie des climats de la France métropolitaine dans laquelle la commune est exposée à un climat océanique et est dans la région climatique Nord-est du bassin Parisien, caractérisée par un ensoleillement médiocre, une pluviométrie moyenne régulièrement répartie au cours de l'année et un hiver froid (3 °C).
Pour la période 1971-2000, la température annuelle moyenne est de 10,6 °C, avec une amplitude thermique annuelle de 14,7 °C. Le cumul annuel moyen de précipitations est de 694 mm, avec 12,1 jours de précipitations en janvier et 9,3 jours en juillet. Pour la période 1991-2020, la température moyenne annuelle observée sur la station météorologique la plus proche, située sur la commune de Valenciennes à 15 km à vol d'oiseau, est de 11,0 °C et le cumul annuel moyen de précipitations est de 694,1 mm,. Pour l'avenir, les paramètres climatiques de la commune estimés pour 2050 selon différents scénarios d'émission de gaz à effet de serre sont consultables sur un site dédié publié par Météo-France en novembre 2022.

## Urbanisme

### Typologie
Au 1er janvier 2024, Erre est catégorisée ceinture urbaine, selon la nouvelle grille communale de densité à sept niveaux définie par l'Insee en 2022.
Elle appartient à l'unité urbaine de Valenciennes (partie française), une agglomération internationale regroupant 56  communes, dont elle est une commune de la banlieue,,.
Par ailleurs la commune fait partie de l'aire d'attraction de Somain, dont elle est une commune du pôle principal,. Cette aire, qui regroupe 5 communes, est catégorisée dans les aires de moins de 50 000 habitants,.

### Occupation des sols

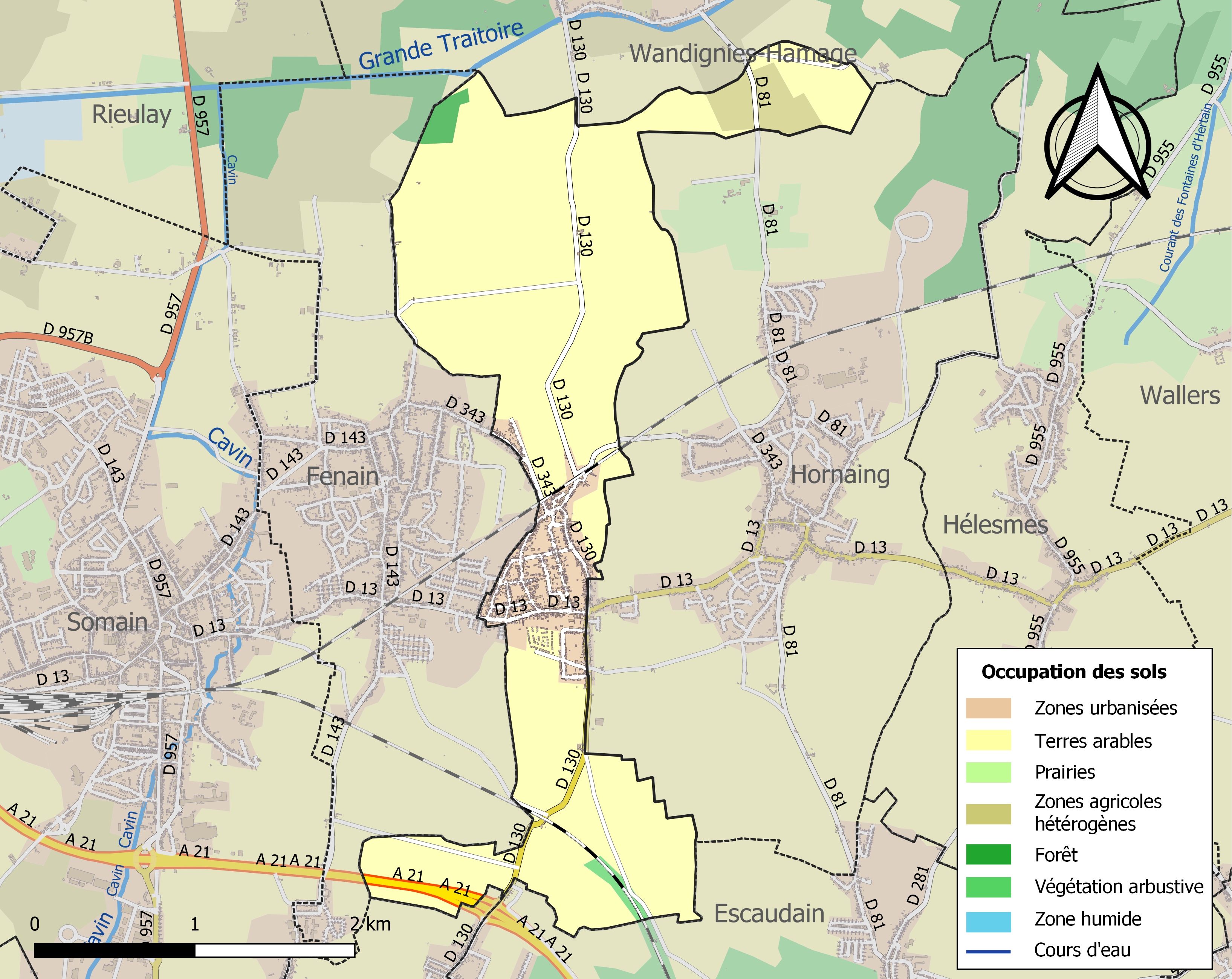
Carte des infrastructures et de l'occupation des sols de la commune en 2018 (CLC).

L'occupation des sols de la commune, telle qu'elle ressort de la base de données européenne d'occupation biophysique des sols Corine Land Cover (CLC), est marquée par l'importance des territoires agricoles (88,8 % en 2018), une proportion identique à celle de 1990 (88,8 %).
La répartition détaillée en 2018 est la suivante : terres arables (85,5 %), zones urbanisées (9,5 %), zones agricoles hétérogènes (3,3 %), forêts (0,9 %), milieux à végétation arbustive et/ou herbacée (0,8 %).
L'évolution de l'occupation des sols de la commune et de ses infrastructures peut être observée sur les différentes représentations cartographiques du territoire : la carte de Cassini (XVIIIe siècle), la carte d'état-major (1820-1866) et les cartes ou photos aériennes de l'IGN pour la période actuelle (1950 à aujourd'hui).

### Habitat et logement
En 2021, le nombre total de logements dans la commune était de 664, alors qu'il était de 645 en 2016 et de 592 en 2011.
Parmi ces logements, 92,8 % étaient des résidences principales, 0,6 % des résidences secondaires et 6,6 % des logements vacants. Ces logements étaient pour 98 % d'entre eux des maisons individuelles et pour 1,5 % des appartements.
Le tableau ci-dessous présente la typologie des logements à Erre en 2021 en comparaison avec celle du Nord et de la France entière. Une caractéristique marquante du parc de logements est ainsi la faible proportion des résidences secondaires et logements occasionnels (0,6 %) par rapport au département (1,8 %) et à la France entière (9,7 %).
| Typologie                                               | Erre | Nord | France entière |
| ------------------------------------------------------- | ---- | ---- | -------------- |
| Résidences principales (en %)                           | 92,8 | 90,9 | 82,2           |
| Résidences secondaires et logements occasionnels (en %) | 0,6  | 1,8  | 9,7            |
| Logements vacants (en %)                                | 6,6  | 7,4  | 8,1            |

### Voies de communication et transports
Erre est tangentée au sud par l'autoroute A 21 (ou Rocade minière) dont la sortie 29 la dessert.
Erre est traversée par la ligne de Douai à Blanc-Misseron, mais la station  de chemin de fer la plus proche est la gare de Somain, desservie par des trains TER Hauts-de-France, qui effectuent des missions entre les gares de Lille-Flandres et de Saint-Quentin, ou de Douai et de Valenciennes
La commune est desservie par la ligne 18 du réseau de transport Évéole.

## Toponymie

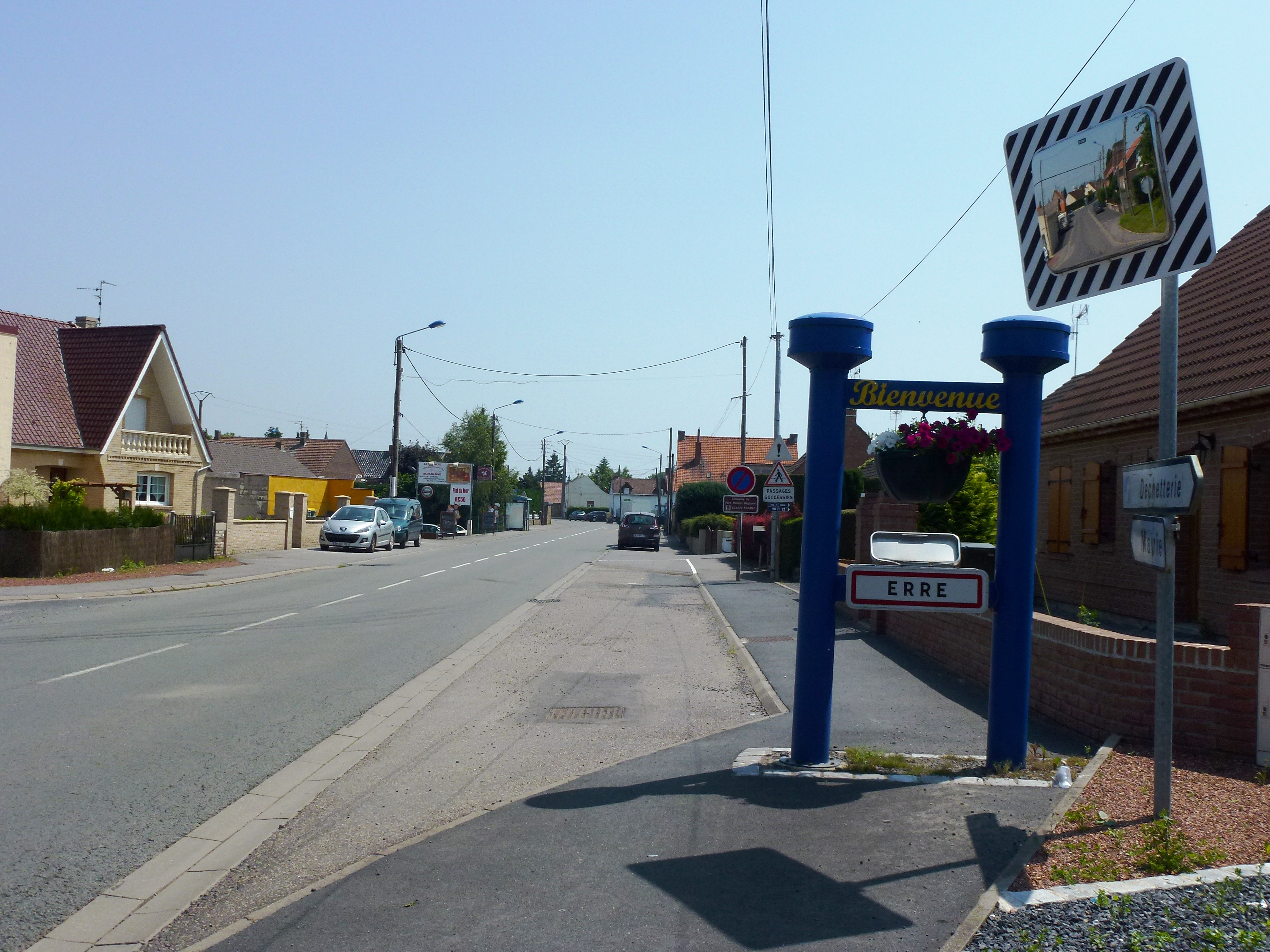
Entrée d'Erre

## Histoire

### Moyen Âge
Erre est fondé à la fin du XIIIe siècle.

## Politique et administration

### Rattachements administratifs et électoraux

#### Rattachements administratifs
La commune se trouve dans l'arrondissement de Douai du département du Nord.
Elle faisait partie depuis 1801 du canton de Marchiennes. Dans le cadre du redécoupage cantonal de 2014 en France, cette circonscription administrative territoriale a disparu, et le canton n'est plus qu'une circonscription électorale.

#### Rattachements électoraux
Pour les élections départementales, la commune fait partie depuis 2014 du canton de Sin-le-Noble.
Pour l'élection des députés, elle fait partie de la seizième circonscription du Nord.

### Intercommunalité
Erre était membre de la  communauté de Communes de l'Est du Douaisis (CCED), un établissement public de coopération intercommunale (EPCI) à fiscalité propre créé fin 2000 et auquel la commune a transféré un certain nombre de ses compétences, dans les conditions déterminées par le code général des collectivités territoriales.
En 2006, cette intercommunalité prend le nom de communauté de communes Cœur d'Ostrevent puis, en 2025, se transforme en communauté d'agglomération sous la dénomination de communauté d'agglomération Cœur d'Ostrevent. La commune en est donc membre.

### Tendances politiques et résultats
Au premier tour des élections municipales de 2014 dans le Nord, la loste DVG menée par le maire sortant Alain Pakosz obtient la majorité absolue des suffrages exprimés, avec 646 voix (14 conseillers municipaux élus dont 2 communautaires), devançant très largement la liste FG menée par Jean-François Delaporte, qui a recueilli 130 voix (16,75 %, 1 conseiller municipal élu).
Lors de ce scrutin, 24,76 % des électeurs se sont abstenus.
Lors des élections municipales de 2020 dans le Nord, la liste menée par le maire sortant est la seule candidate et obtient la totalité des 322 suffrages exprimés. Elle est donc élue en totalité et 2 de ses membres sont également des conseillers communautaires.
Lors de ce scrutin marqué par la pandémie de Covid-19 en France, 67,03 % des électeurs se sont abstenus, et 12,50 % des votants ont choisis un bulletin blanc ou nul.

### Liste des maires
| Période                                  | Période                   | Identité                      | Étiquette | Qualité |
| ---------------------------------------- | ------------------------- | ----------------------------- | --------- | --- |
| Les données manquantes sont à compléter. |                           |                               |           | |
|                                          |                           |                               |           | |
| avant 1803                               | 1808                      | M. Josson                     |           | |
|                                          |                           |                               |           | |
| années 1820                              | octobre 1830              | Louis Pesin                   |           | |
| octobre 1830                             | décembre 1833             | Jacques-Antoine Josson        |           | |
| décembre 1833                            | 21 mars 1848              | Pierre-Joseph Bourlet         |           | Maire par intérim puis nommé maire en mars 1834 Mort en fonction                                                            |
| mars 1848                                | septembre 1870            | Hubert Joseph Delin           |           | Maire par intérim puis nommé maire e, avril 1848                                                                            |
|                                          |                           |                               |           | |
| mai 1896                                 | mai 1900                  | Jean-Baptiste Havet           |           | |
| mai 1900                                 | mai 1904                  | Laurent Leleux                |           | |
| mai 1904                                 | juillet 1910              | Joseph Lotte                  |           | Mort en fonction |
| septembre 1910                           |                           | Joseph Delin                  |           | |
|                                          |                           |                               |           | |
| octobre 1939                             |                           | Eugène Pesin                  |           | Menuisier Nommé président de la délégation spéciale par le Gouvernement Daladier puis en 1941 par le gouvernement de Vichy, |
|                                          |                           |                               |           | |
| années 1970                              | années 1980               | Paul Bourgeois PCF            |           | |
|                                          |                           |                               |           | |
| mars 1989                                | mars 2001                 | Joseph Weiss PCF              |           | |
| mars 2001                                | mai 2021                  | Alain Pakosz, app. PS puis SE |           | Vice-président de la CC Cœur d'Ostrevent (2014 → ) Démissionnaire                                                           |
| mai 2021                                 | En cours (au 9 août 2024) | Jean-François Daly            |           | Ingénieur ou cadre technique d'entreprise Ancien premier maire-adjoint                                                      |

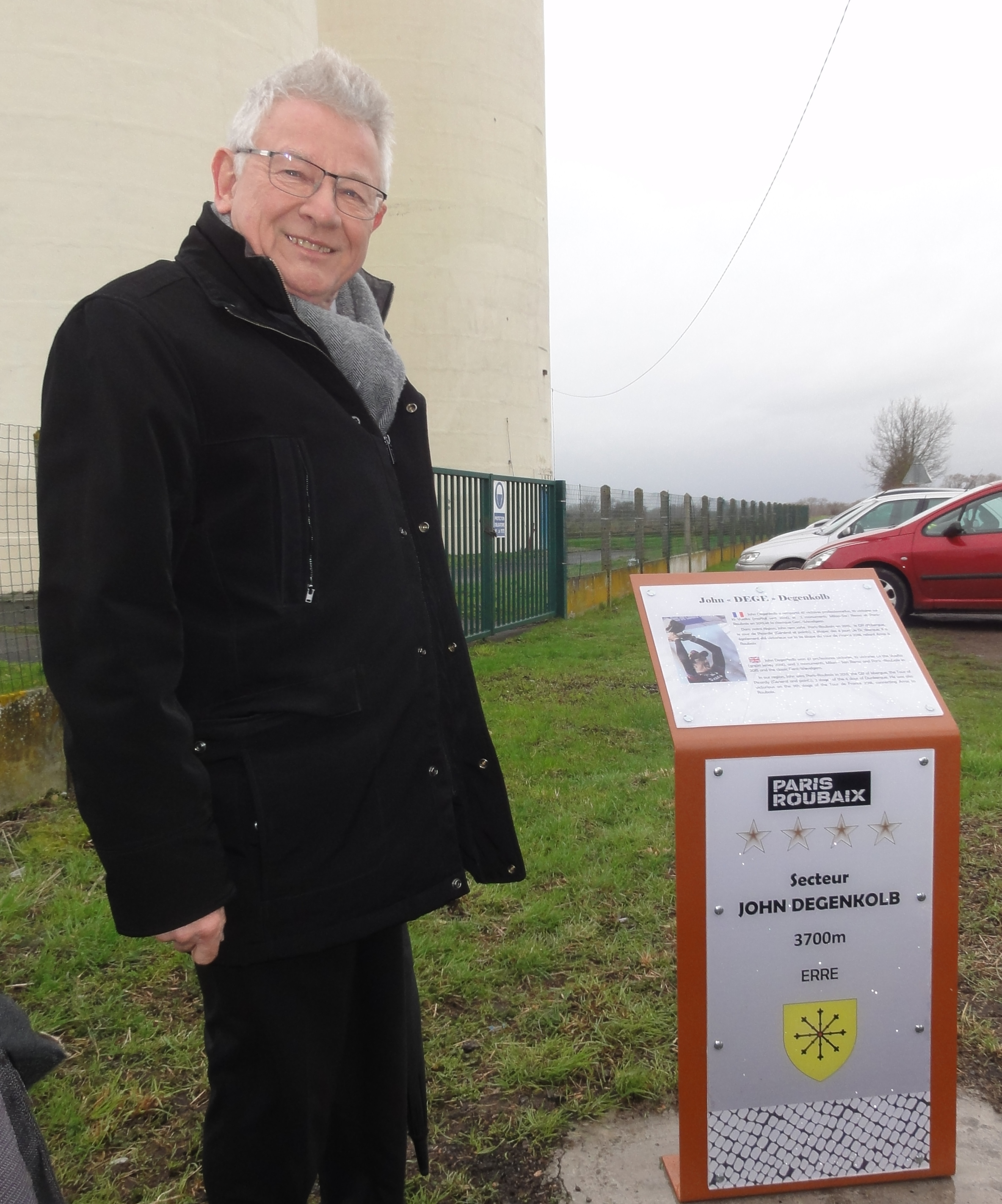
Alain Pakosz en février 2020.
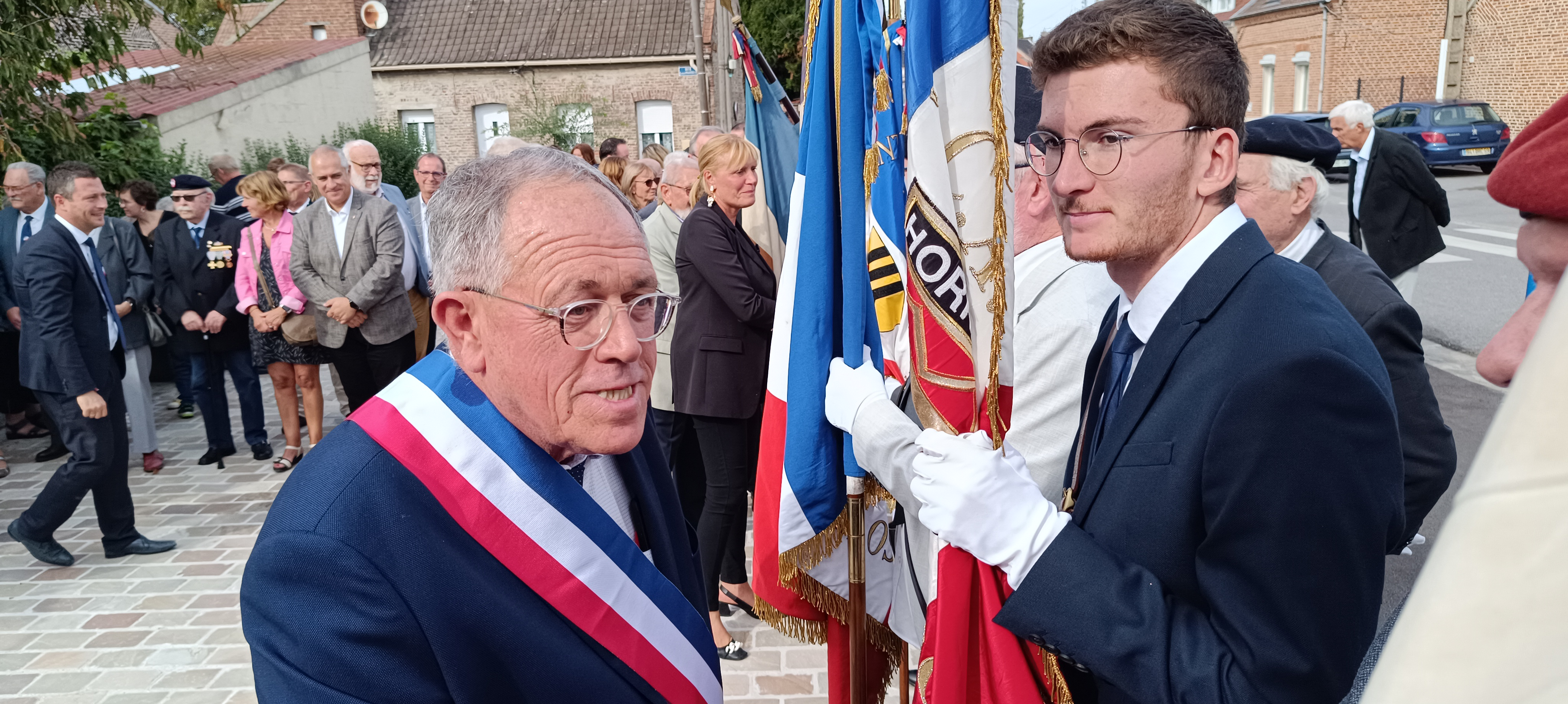
Jean-François Daly, le 28 septembre 2023.

## Équipements et services publics

### Enseignement
Les enfants de la commune sont scolarisés à l'école primaire Suzanne Lanoy d'Erre.

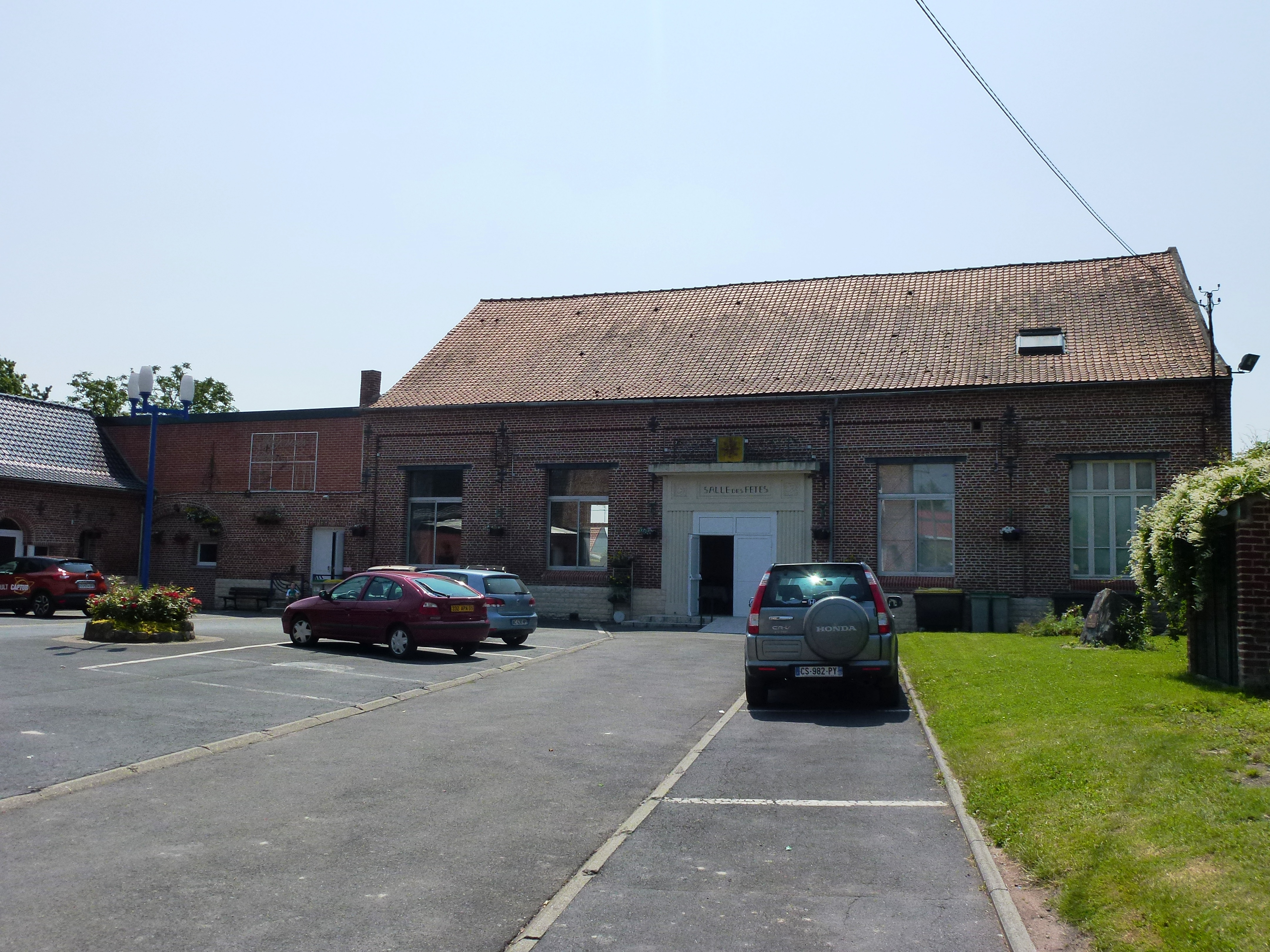
La salle des fêtes

## Population et société

### Démographie
Les habitants sont appelés les Errois (ou parfois les gens d'Erre).

#### Évolution démographique
L'évolution du nombre d'habitants est connue à travers les recensements de la population effectués dans la commune depuis 1800. Pour les communes de moins de 10 000 habitants, une enquête de recensement portant sur toute la population est réalisée tous les cinq ans, les populations de référence des années intermédiaires étant quant à elles estimées par interpolation ou extrapolation. Pour la commune, le premier recensement exhaustif entrant dans le cadre du nouveau dispositif a été réalisé en 2004.

En 2022, la commune comptait 1 576 habitants, en évolution de −1,13 % par rapport à 2016 (Nord : +0,51 %, France hors Mayotte : +2,11 %).
| 1800 | 1806 | 1821 | 1831 | 1836 | 1841 | 1846 | 1851  | 1856  |
| ---- | ---- | ---- | ---- | ---- | ---- | ---- | ----- | ----- |
| 766  | 737  | 896  | 922  | 948  | 957  | 999  | 1 097 | 1 172 |

| 1861  | 1866  | 1872  | 1876  | 1881  | 1886  | 1891  | 1896  | 1901  |
| ----- | ----- | ----- | ----- | ----- | ----- | ----- | ----- | ----- |
| 1 109 | 1 189 | 1 250 | 1 428 | 1 471 | 1 497 | 1 459 | 1 437 | 1 490 |

| 1906  | 1911  | 1921  | 1926  | 1931  | 1936  | 1946  | 1954  | 1962  |
| ----- | ----- | ----- | ----- | ----- | ----- | ----- | ----- | ----- |
| 1 654 | 1 660 | 1 509 | 1 590 | 1 575 | 1 567 | 1 575 | 1 590 | 1 620 |

| 1968  | 1975  | 1982  | 1990  | 1999  | 2004  | 2006  | 2009  | 2014  |
| ----- | ----- | ----- | ----- | ----- | ----- | ----- | ----- | ----- |
| 1 615 | 1 465 | 1 403 | 1 388 | 1 346 | 1 355 | 1 351 | 1 424 | 1 488 |

| 2019  | 2022  | - | - | - | - | - | - | - |
| ----- | ----- | - | - | - | - | - | - | - |
| 1 587 | 1 576 | - | - | - | - | - | - | - |

#### Pyramide des âges
La population de la commune est relativement jeune.
En 2018, le taux de personnes d'un âge inférieur à 30 ans s'élève à 38,7 %, soit en dessous de la moyenne départementale (39,5 %). À l'inverse, le taux de personnes d'âge supérieur à 60 ans est de 21,4 % la même année, alors qu'il est de 22,5 % au niveau départemental.
En 2018, la commune comptait 794 hommes pour 795 femmes, soit un taux de 50,03 % de femmes, légèrement inférieur au taux départemental (51,77 %).
Les pyramides des âges de la commune et du département s'établissent comme suit.
| Hommes | Classe d’âge | Femmes |
| ------ | ------------ | ------ |
| 0,0    | 90 ou +      | 0,6    |
| 4,0    | 75-89 ans    | 7,3    |
| 13,9   | 60-74 ans    | 16,9   |
| 20,7   | 45-59 ans    | 18,0   |
| 20,3   | 30-44 ans    | 20,9   |
| 18,0   | 15-29 ans    | 16,1   |
| 23,1   | 0-14 ans     | 20,2   |

| Hommes | Classe d’âge | Femmes |
| ------ | ------------ | ------ |
| 0,5    | 90 ou +      | 1,4    |
| 5,3    | 75-89 ans    | 8,1    |
| 14,8   | 60-74 ans    | 16,2   |
| 19,1   | 45-59 ans    | 18,4   |
| 19,5   | 30-44 ans    | 18,7   |
| 20,7   | 15-29 ans    | 19,1   |
| 20,2   | 0-14 ans     | 18     |

## Culture locale et patrimoine

### Lieux et monuments
- L'église Saint-Martin.
- Le monument aux morts est situé rue Jean-Jaurès, refait dans les années 80, rénové et ré-inauguré le 27 septembre 202

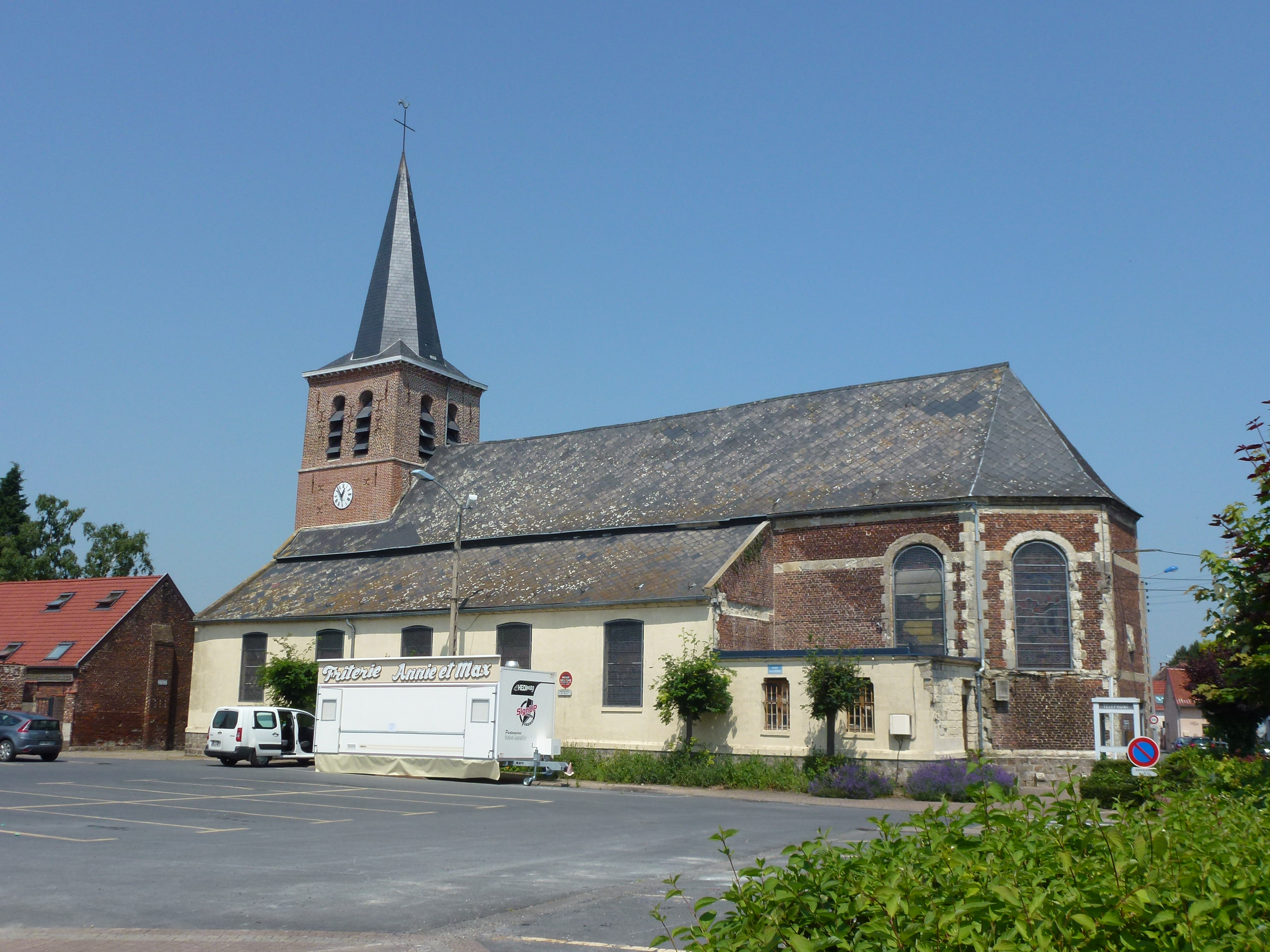
Église d'Erre
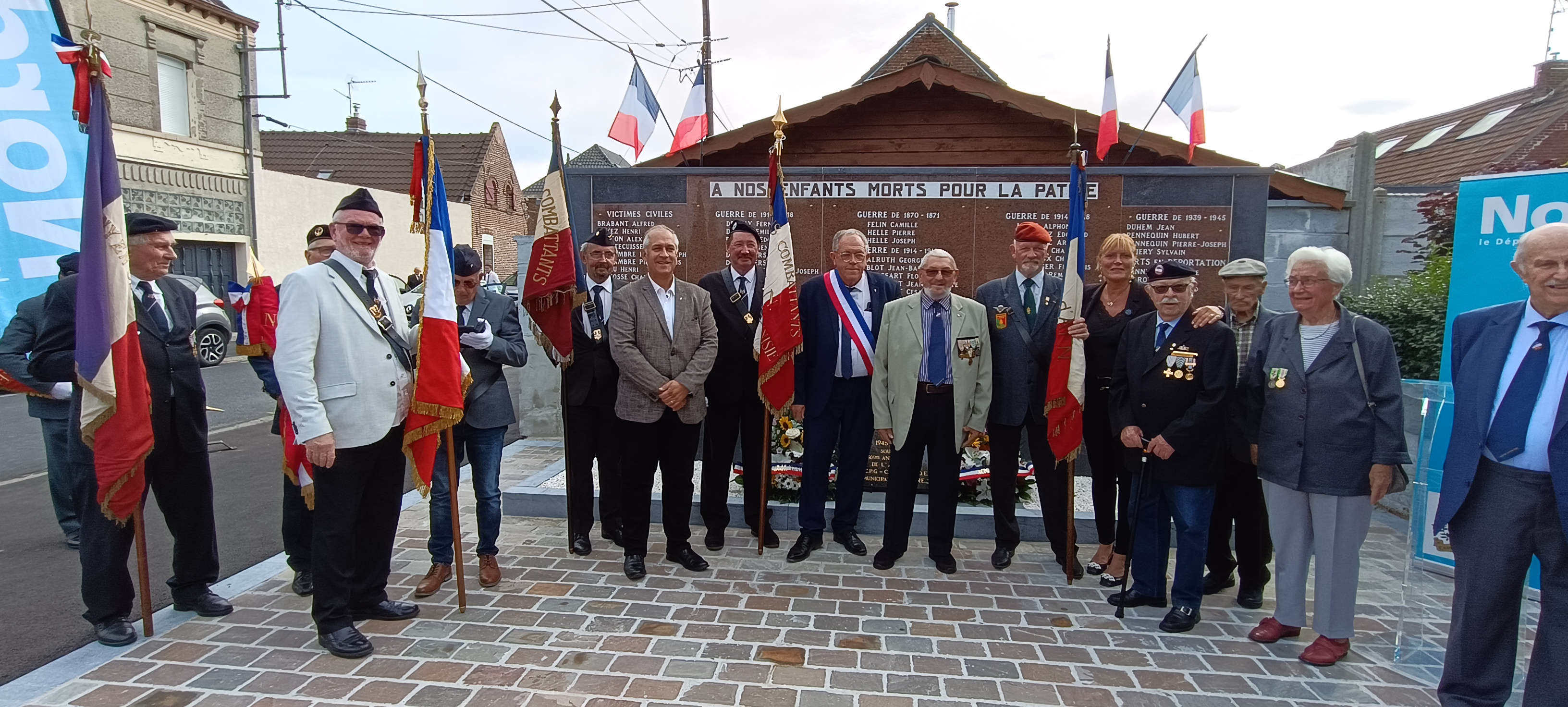
Le monument aux morts ré-inauguré le 27 septembre 2023.

## Personnalités liées à la commune
- Adolphe Rompteaux (1913-1944), mineur habitant à Erre, mort en déportation au camp de concentration de Gusen[37]. 
Une rue de la commune porte son nom[38].

### Folklore
Erre a pour géant Gaspard le Chat.

### Héraldique
| Blason de Erre (Nord) | Blason  | D'or à une escarboucle de sable chargée en cœur d'un rubis de gueules. |
| Blason de Erre (Nord) | Détails | Le statut officiel du blason reste à déterminer.                       |

## Pour approfondir